# Adèle de Bar-sur-Aube
Adèle de Bar-sur-Aube (ou Adélaïde ou encore Aélis) est la fille de Nocher III, comte de Bar-sur-Aube, et de son épouse dont le nom est inconnu.
A la mort de son père, en tant que fille aînée n'ayant pas de frère, elle devient comtesse suo jure de Bar-sur-Aube, tandis que sa sœur cadette, Isabelle, devient dame de Laferté-sur-Aube.

## Mariage et enfants
Elle épouse en premières noces en 1040 Renaud de Semur-en-Brionnais qui décède peu de temps après et dont elle n'a pas d'enfant.
Veuve, elle épouse en secondes noces avant 1042 Renard Ier, comte de Joigny, dont elle n'a pas d'enfant et dont elle se sépare.
Elle épouse ensuite en troisièmes noces avant 1043 Roger de Vignory, seigneur de Vignory, dont elle n'a pas d'enfant et dont elle se sépare.
Enfin, elle épouse en quatrièmes noces Raoul IV de Vexin, comte de Valois, de Vexin et d'Amiens, dont elle a cinq enfants :
- Gautier de Valois, qui succède à sa mère ;
- Simon de Valois, qui succède à son frère ;
- Adélaïde de Valois, qui épouse Herbert IV, comte de Vermandois, d'où postérité ;
- Adèle de Valois (ou Alix), qui succède à ses frères et qui épouse Thibaud III de Blois ;
- Élisabeth de Valois, qui épouse Barthélemy de Broyes, seigneur de Broyes, d'où postérité ;
- peut-être Élisabeth-Rose.